# Gérard-Raymond Morin
Pour les articles homonymes, voir Morin.
Gérard-Raymond Morin, né le 27 janvier 1940 à La Baie où il meurt le 9 décembre 2024, est un homme politique québécois.

## Biographie
Gérard-Raymond Morin est diplômé en commerce du Collège Saint-Joseph à La Baie en 1958.
Il est président des Jeunesses musicales du Canada, secteur La Baie, en 1963. Il devient ensuite trésorier de la commission des loisirs de 1972 à 1975. De 1976 à 1982, il est président du Syndicat national de l'usine Consolidated-Bathurst.  Il est membre du conseil d'administration de la Caisse populaire de Port-Alfred en 1975 et en 1976, puis membre du conseil de zone pastorale du Bas-Saguenay de 1978 à 1984.

### Carrière politique
De 1980 à 1984, Gérard-Raymond Morin est conseiller municipal, puis maire de La Baie de 1984 à 1988. Il est élu député à l'Assemblée nationale du Québec du Parti québécois dans Dubuc en 1989 et réélu en 1994. Pendant son second mandat, il est adjoint parlementaire au ministre responsable de la région du Saguenay-Lac-Saint-Jean du 29 janvier 1996 au 28 octobre 1998. Il ne s'est pas représenté en 1998.

### Mort
Gérard-Raymond Morin meurt à La Baie (Saguenay) le 9 décembre 2024 à l'âge de 84 ans.